# Bovenden (Adelsgeschlecht)

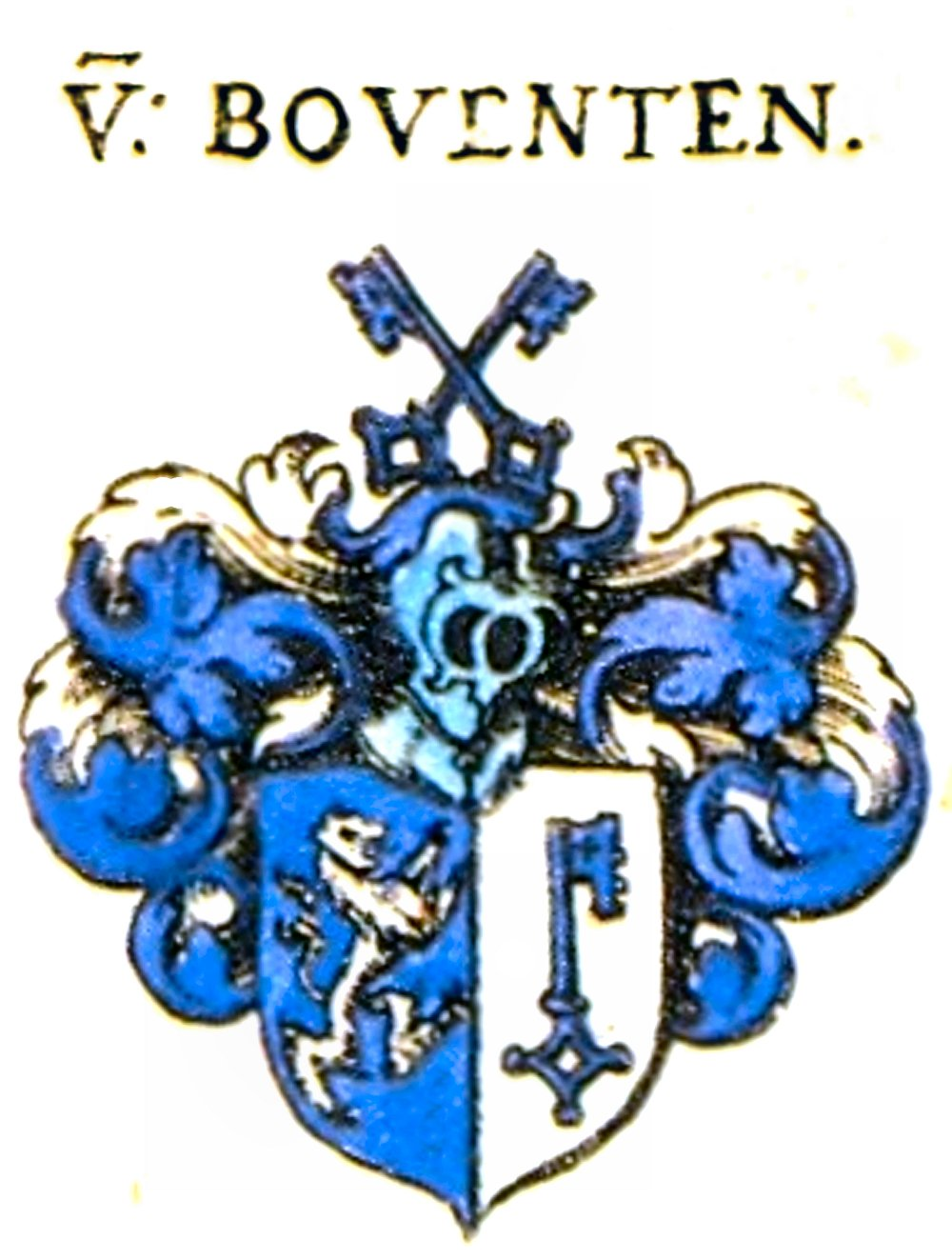
Wappen derer von Bovenden in Siebmachers Wappenbuch von 1605

Die Edelherren von Bovenden existierten urkundlich zwischen der Mitte des 12. bis gegen Ende des 16. Jahrhunderts. Sie nannten sich nach dem 6 km nördlich von Göttingen im Leinetal gelegenen Ort Bovenden, an den Ausläufern des Göttinger bzw. Nörtener Waldes, unterhalb der Burg Plesse. Die erste Erwähnung des Ortes erfolgte in einer Urkunde König Ottos des Großen am 2. Februar 949. Der Ort nannte sich zu dieser Zeit Bobbenzunon, später Bobbantun (1141), Bobentun (1170), Bobentum (1191), schließlich Boventen, seit dem 16. Jahrhundert Bovenden. Dementsprechend variantenreich ist der Name des Adelsgeschlechts.

## Geschichte
Erstmals werden Mitglieder der Herren von Bovenden 1170 in einer Urkunde des Klosters Helmarshausen erwähnt. Bodo von Bovenden (Bodo de Bobentun), sowie seine Söhne Otto, Gunther und Bodo (jun.) bezeugen die Urkunde, gemeinsam mit ihren nahen Verwandten, Dietrich und Bodo von Wicbike Adelebsen (Adelsgeschlecht), sowie Manegold de Rosthorp = Rosdorf (Adelsgeschlecht).
1189 zeugt Conradi de Bobeltun in einer Urkunde Bischof Adelogs von Hildesheim. Der Edelherr Henricus de Insula (von Werder), Bruder des Hildesheimer Advokaten Hugo von Werder, verkauft seinen Besitz bei Schwalenberg an die Abtei Marienmünster. Von den gemeinsamen Verwandten bezeugen Propst Ludolf von Werder, Hugo, Lippold und Justacius von Werder, der Advokat Hugo von Werder, dessen Sohn Lippold, sowie Lippold von Escherde dieses Geschäft.
1238 sind Gunther und Heinrich von Bovenden Zeugen einer Gerichtsverhandlung von Herzog Otto I. (Braunschweig) bei Hollenstedt. Anwesend sind ihre nahen Verwandten, Gunther von Hardenberg (niedersächsisches Adelsgeschlecht), Hermann und Hermann jun. von Hardenberg und Conrad von Roden (Novalis).
Beim Verkauf des Waldes Sundern, sowie der Übertragung seines Besitzes in Ammenhusen, den ihm sein Vasall, der Ritter Ernst von Waldenhusen resigniert hat, verwendet der Ritter Gunterus de Bobente 1241 das Wappensiegel seiner Enkel, der Brüder Gunter und Bernhard von Hardenberg. Dem Verkauf und der Schenkung an das Kloster Lamspringe stimmen seine Söhne, die Mönche Burkhard, Gunter, Hermann und Otto von Bovenden ebenso zu, wie ihre Verwandten, die Brüder von Hardenberg, Cousin Gunter Calvus von Bovenden, Ludolf von Medenheim und Crachto von Angerstein.
Die gemeinsame Abstammung der Herren von Bovenden und der Herren von Hardenberg von den Edelherren von Rosdorf (Adelsgeschlecht) zeigt die Schenkung der Brüder Hermann, Bernhard und Dietrich von Hardenberg in Rüdershausen 1251, an das Kloster Reinhausen, das ihre gemeinsamen Vorfahren, die Grafen von Reinhausen, gegründet hatten. Die Schenkung bedarf der ausdrücklichen Zustimmung ihrer Blutsverwandten („cognatorum nostrorum“), des Edelherren Hermann von Rosdorf und der Herren Gunter und Heinrich von Bovenden.
1266 erfährt die gemeinsame Abstammung derer von Bovenden von den von Rosdorf ihre Bestätigung, als sich die Edelherren („nobiles“) Otto und Burkhard von Bovenden bei ihren Cousins, dem Propst der Münsterkirche St. Alexandri (Einbeck) und dessen Bruder, dem edlen und freien Herren („dominus“) zu Hardegsen auf dessen Burg einfinden, um in Lahde an der Weser ein Haus aus dem Besitz ihrer gemeinsamen Vorväter an das neue Kloster Lahde zu stiften. In Lahde ist der Besitz derer von Bovenden mit dem der Herzöge von Braunschweig-Lüneburg vergesellschaftet, wie dem der Edelvögte von Minden, den Herren vom Berge. Letztere wiederum besaßen aus einer Verschwägerung mit den Herren von Rosdorf den Zehnten in Rosdorf, der 1304 durch Hildebrand von Hardenberg an die Ritter Deutscher Orden verkauft wurde. Die Bezeichnung als nobilis war, wie Josef Wolf anmerkte, keineswegs ein Anzeichen für die Aufnahme in den Hochadel, sondern dies belegte erneut, dass auch Angehörige des niederen Adels ab dem 13. Jahrhundert so bezeichnet wurden.
Die Bedeutung des Familienklans der Edelherren von Rosdorf (dem die Herren von Bovenden, von Hardenberg, von Freden, von Gittelde, von Falkenberg und von Escherde angehörten) zeigt die Urkunde von 1276, als in der ehemaligen Burg der Grafen von Insula-Werder, in Werder, die Grafen Hermann, Heinrich, Ludolf, Konrad, Burkhard und Hermann von Wohldenberg dem Propst Konrad von Rosdorf, den Edelherren Ludwig und Hermann von Rosdorf, sowie dem Edelherrn Otto von Bovenden versprechen, den halben Zehnten zu Langenholtensen dem Erzbischof von Mainz zu resignieren.
1297 erwarben Otto von Bovenden und sein Blutsverwandter Dethard von Rosdorf von Erzbischof Gerhard II. von Eppstein den Zehnten zu Nörten-Hardenberg.
Seit 1299 war Gertrud von Bovenden (Gertrudis de Boventhen) Kanonissin im Stift Gernrode. 1317 wurde sie 16. Äbtissin des von Markgraf Gero gegründeten Frauenstifts. Sie regierte bis 1324.
1319 belehnte Herzog Otto von Braunschweig-Göttingen Heinrich von Bovenden mit Olenhusen. Damit begründete dieser eine Seitenlinie der Herren von Bovenden.
1333 verkaufte Ludolf von Jüne Jühnde an Albrecht von Bovenden ein Drittel der Burg Jühnde sowie des Zehnten. Damit begründete dieser eine weitere Seitenlinie der Herren von Bovenden zu Jühnde. 1398 wurde dieser Linie Burg und Herrschaft Jühnde als Lehen übertragen.
Um 1400 trat der Kleriker Giselher von Bovenden (Giselerus de Boventen) in Diensten des Mainzer Erzbischofs auf. Berühmtheit erlangte er durch seine Teilnahme an mehreren internationalen Gerichts- und kirchlichen Schiedsverfahren, so in Bologna, Pisa und Köln im Jahr 1414, als er als geistlicher Notar den Prozess zwischen dem Kölner Erzbischof Friedrich III. von Saarwerden und Herzog Adolf von Jülich-Berg begleitete und sein Ende bezeugte. Ferner wirkte Giselher von Bovenden an der Organisation und Geschäftsordnung des Konzils von Konstanz und des Konzils von Pisa mit. Damit gehörte er zu den bedeutendsten Geistlichen seiner Zeit im Reich, war ein führender Mitarbeiter der Mainzer Erzbischöfe und galt als brillanter Gelehrter. Mit ihm hatte die Familie von Bovenden ihren Zenit überschritten.
Bis zu ihrem Aussterben 1589 verlagerte sich der Herrschaftsschwerpunkt mehr und mehr weg vom Stammsitz Bovenden, an dem neben reichen Göttinger Bürgern vornehmlich die Herren von Plessen den von Bovenden als größte Grundbesitzer folgten. Im 16. Jahrhundert verbanden sich die Herren von Bovenden verstärkt mit ihren engen Verwandten, den Herren von Gittelde, die sie zwar beerbten, doch starben sie rund 50 Jahre später selbst aus. Der Grabstein der Anna von Gittelde, geb. von Bovede, die am 23. Juli 1583 verstarb, erhielt sich in der Altarwand von St. Johannis in Gittelde. Bis zur Einführung der Reformation im Jahre 1542 im Herzogtum Braunschweig-Wolfenbüttel unterstanden die beiden Kirchen von Gittelde verschiedenen Bistümern. Während St. Johannis zur Propstei Einbeck und damit dem Erzbistum Mainz gehörte, war die zweite Kirche aufgrund einer Schenkung des 10. Jahrhunderts dem Erzbistum Magdeburg unterstellt. Diese Zweiteilung spiegelt sich im Wappen der Gittelder wider, wo zwei Schlüssel die beiden Kirchen repräsentieren.

## Wappen
Das Wappen der Edelherren von Bovenden ist identisch mit dem ihrer Stammfamilie, den Herren von Rosdorf. Es besteht aus zwei senkrecht mit dem Rücken zueinander stehenden Schlüsseln, in der Form frühmittelalterlicher Holzschlüssel. Die Stammlinie von Bovenden führte dieses Wappen, gemeinsam mit den Herren von Rosdorf und den von Hardenberg, bis zu ihrem Ende in der zweiten Hälfte des 14. Jahrhunderts.
Das Wappen (s. Beispiel 1) des Edelherrn Otto von Bovenden entspricht diesem Stammwappen. Im 14. Jahrhundert entstanden zwei Seitenlinien der Herren von Bovenden, die Linie des Albrecht von Bovenden und die Linie der Herren von Bovenden-Jühnde. Sie führten ein modifiziertes Wappen, s.Beispiel 2. Statt der zwei Schlüssel findet sich nun auf der linken Seite entweder ein stehender Löwe oder ein Baum.
Ein schönes, spätes Beispiel des gemeinsamen Familienwappens zeigt der Altar der Anna von Bovenden und ihres Mannes, Hans von Gittelde. Es ist noch heute auf dem Seitenaltar der Kirche St. Johannes in Gittelde zu sehen. Eine genaue Beschreibung, s. Literaturverweis.

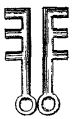
Rosdorf alt
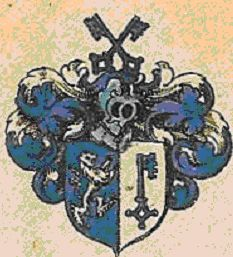
Von Bovenden